# Itapará
Itapará é um distrito do município brasileiro de Irati, no estado do Paraná.
O Distrito de Itapará compreende as localidades de Itapará, Rio da Prata, Valeiros, Água Clara dos Baran, Faxinal dos Ferreira, Papuã dos Fiori, Cadeadinho, Linha F de Itapará, Campina Branca, Linha B de Itapará, Linha E de Itapará, Vista Alegre, Água Mineral, Faxinal dos Neves, Cachoeira do Cadeadinho, Faxinal dos Antônios, Pinhal Preto, Pinheiro Machado, Cadeado Santana, Cachoeira do Palmital, Cadeado Grande e Palmital.